# The Real L Word
The Real L Word est une émission de téléréalité inspirée de la série télévisée américaine The L Word. Elle comporte trois saisons, diffusées sur Showtime aux États-Unis à partir du 20 juin 2010. 
The Real L Word suit le quotidien de six jeunes lesbiennes de la ville de Los Angeles, dans l'État de Californie. Elles sont célibataires, en couple, ou en pleine recherche amoureuse, ce qui permet d'avoir une vision juste du monde lesbien aux États-Unis. Cette série se veut ludique, cherchant à montrer le quotidien d'homosexuelles.

## Épisodes
| Saison | Saison | Épisodes | Diffusion initiale | Diffusion initiale |
| Saison | Saison | Épisodes | premier            | dernier            |
| ------ | ------ | -------- | ------------------ | ------------------ |
|        | 1      | 9        | 20 juin 2010       | 15 août 2010       |
|        | 2      | 9        | 5 juin 2011        | 7 août 2011        |
|        | 3      | 9        | 12 juillet 2012    | 6 septembre 2012   |

Saison 1 
1. The Power of the Clam
2. Game On!
3. Bromance
4. Gambling with Love
5. Free Pass
6. Family Ties
7. It's My Party and I'll Cry If I Want To
8. Runaway Bride
9. Dinah or Bust

Saison 2
1. Fresh Start
2. The Morning After
3. Back to Square One
4. The Other L Word
5. It's About to Get Juicy
6. Baby Batter Up!
7. Playing with Fire
8. The Hardest Time
9. The Pieces Fall Into Place

Saison 3
1. Apples and Oranges
2. Leap of Faith
3. Love Lost
4. Scissor Sisters
5. I Wasn't Expecting This
6. Lost in a Bush
7. Dream Come True
8. Premonitions
9. Perfect Day

## Casting

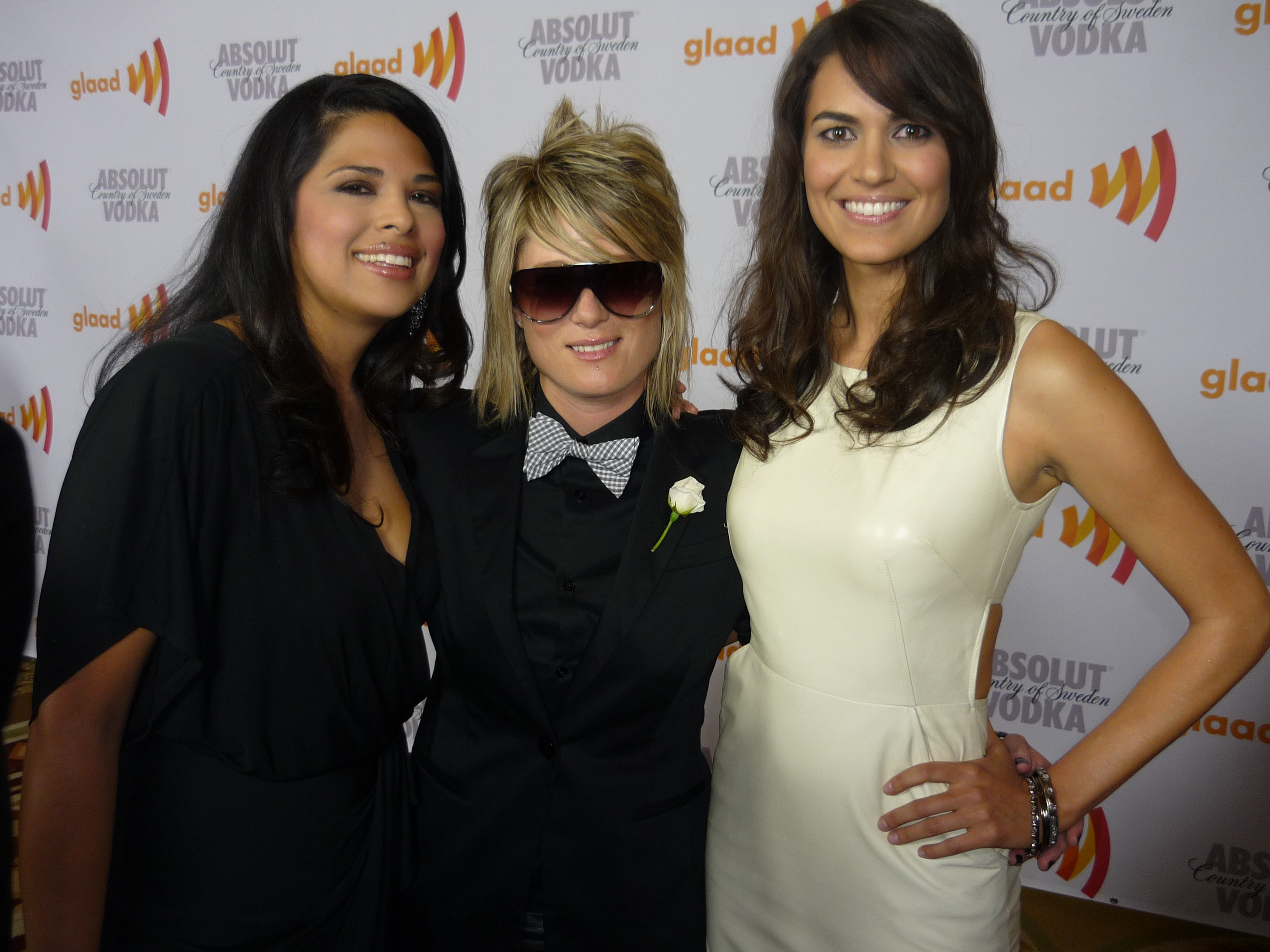
Rose Garcia, Mikey Koffman et Tracy Ryerson aux GLAAD Media Awards en 2010.

|                         | Saison 1             | Saison 2             | Saison 3             |
| Actrices principales    | Actrices principales | Actrices principales | Actrices principales |
| ----------------------- | -------------------- | -------------------- | -------------------- |
| Whitney Mixter          | Oui                  | Oui                  | Oui                  |
| Rose Garcia             | Oui                  |                      |                      |
| Jill Sloane Goldstein   | Oui                  |                      |                      |
| Mikey Koffman           | Oui                  |                      |                      |
| Tracy Ryerson           | Oui                  |                      |                      |
| Nikki Weiss             | Oui                  |                      |                      |
| Kacy Boccumini          |                      | Oui                  | Oui                  |
| Romi Klinger            |                      | Oui                  | Oui                  |
| Cori McGinn-Boccumini   |                      | Oui                  | Oui                  |
| Francine Beppu          |                      | Oui                  |                      |
| Sajdah Golde            |                      | Oui                  |                      |
| Claire Moseley          |                      | Oui                  |                      |
| Sara Bettencourt        |                      |                      | Oui                  |
| Somer Bingham           |                      |                      | Oui                  |
| Amanda Leigh Dunn       |                      |                      | Oui                  |
| Kiyomi McCloskey        |                      |                      | Oui                  |
| Lauren Bedford Russell  |                      |                      | Oui                  |
| Actrices occasionnelles |                      |                      |                      |
| Alyssa Morgan           | Oui                  | Oui                  | Oui                  |
| Sara Bettencourt        | Oui                  | Oui                  |                      |
| Scarlett Hernandez      | Oui                  | Oui                  |                      |
| Raquel Castaneda        | Oui                  |                      |                      |
| Victoria Dianna         | Oui                  |                      |                      |
| Natalie Hornedo         | Oui                  |                      |                      |
| Stamie Karakasidis      | Oui                  |                      |                      |
| Romi Klinger            | Oui                  |                      |                      |
| Kelsey Chavarria        |                      | Oui                  | Oui                  |
| Rose Garcia             |                      | Oui                  | Oui                  |
| Rachel Rodriguez        |                      | Oui                  | Oui                  |
| Jaq Schmitz             |                      | Oui                  | Oui                  |
| Chanel Brown            |                      | Oui                  |                      |